# 謝仕榮
謝仕榮，GBS（1938年1月2日—），香港保險界人士，友邦保險董事局的非執行主席。他是美國國際集團業務在亞洲地區加快發展的推手。當南山人壽在1970年進行改組後由美國國際集團投資接辦時，他被集團委派到台灣執掌要職。後來於1983年回到香港促成友邦保險晉身上市公司之列，1992年幫助美國總部拓展中國內地市場。謝仕榮工作至2009年宣佈退任香港友邦保險董事局主席兼首席執行官。2011年正式轉任非執行主席，2025年交由杜嘉祺接任非執行主席職位。

## 背景

### 早年生活
謝仕榮祖籍廣東省台山市，生於香港。他早年在九龍區長大，畢業於香港培正小學（1946年小三至1950年小六），繼而升讀香港培正中學（1956年中六，與紡織殷商方鏗、新華社香港分社副社長毛鈞年以及前廣東省政府參事、華南理工大學應用環境科學教授梁鐮鑾為同屆同學）。由於培正校方當年沒有開辦中七預科，以致謝仕榮不能報考香港高級程度會考。他於是報讀教育司署特設的特別班（Special Classes Centre）課程。1年後，即1957年考入香港大學數學系，並於1960年取得文學士學位（只以合格成績畢業）。1961年完成香港大學教育學院教育文憑課程。他在校期間曾代表香港參加亞洲和世界橋牌錦標賽。另外還活躍於參與大學橋牌會活動及學生會會社聯會會務。

### 投身保險界

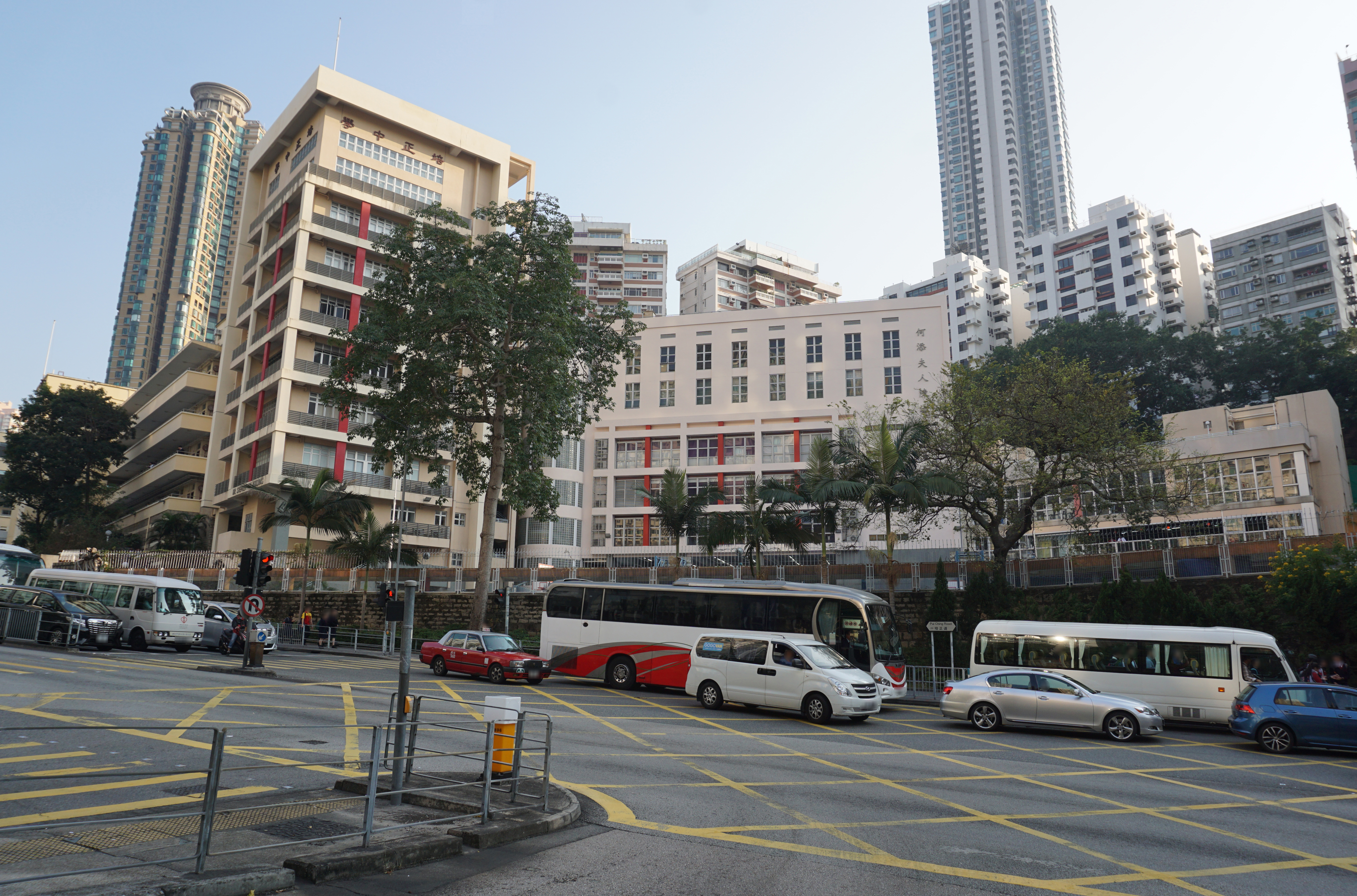
香港培正中學曾於1941年因太平洋戰爭爆發而被迫停辦。及後英軍於1946年發還校舍，謝仕榮是同一年報讀該校小學部的其中一名學生。

大學畢業未幾，謝仕榮便於1961年透過教授推薦，加入友邦保險精算部任見習精算師，而後於1960年代末升任該部門與另一部門，團體保險部的主管。同期曾赴美國紐約保險教育學院（已於2001年合併為聖若望大學一部分）修讀保險學文憑。謝仕榮之所以入職友邦，原因出於公司容許他即時放假兩星期。鑑於友邦在20世紀中葉正積極伸延業務範圍，台灣正是其中一個被選中的地點。碰巧當年成立不足10年的南山人壽於1970年進行改組，美國國際集團旗下的美亞保險公司接掌管理權。如是集團派朱孔嘉出任董事長，葛令樓出任總經理，郭文德出任副董事長。謝仕榮其時被派駐出任副總經理一職，1975年升任總經理。留台發展個人事業時期的謝仕榮於1970年把保險代理人制度引入台灣，所擔當的角色主要是開發市場。他在1978年調離台灣崗位前因工作表現出色而升上常務董事之位，也常善用公餘時間組隊參與橋牌賽事。

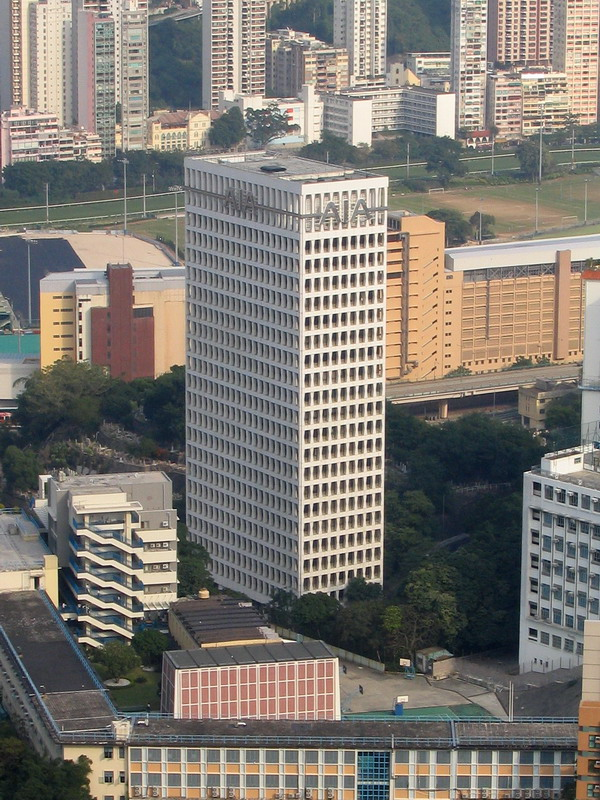
謝仕榮由友邦大廈1969年3月啟用便在該處工作。直至2019年4月大廈展開重建工程，到2024年5月27日新大廈正式投入使用，他都未曾離職。

及至1980年，謝仕榮取得史丹福大學工商管理研究學院市場管理學文憑。1983年4月獲美國友邦保險董事局推選為香港區總經理（即現時之行政總裁）兼首席執行官，原本自1974年開始接任該職位的史登波（Stambaugh）則轉任名譽董事長。從1980年代初重返香港掌舵以來，謝仕榮提倡文化傳承接班概念。他為此發起了「AIA Family」行動，鼓勵公司職員建立承接管理團隊。隨後他於1983年至2000年出任友邦行政總裁 / 首席執行官。期間於1980年代出任太平洋保險會議（Pacific Insurance Conference）香港區主席，1992年至1993年曾任香港保險業聯會主席。
隨著台灣金融業邁向國際化，友邦要加強競爭力。公司由是於1990年起委派具先前管理經驗的謝仕榮兼任南山人壽保險董事長。與此同時中國推行改革開放的步伐迎來更多中外保險企業進入內地市場分一杯羹。謝仕榮於1992年把保險代理人制度引入中國內地保險界。當時他協助總公司開拓上海業務，又令友邦中國分公司獲批至今仍是中國國內唯一的外資獨資經營牌照。同年他已受到美國總公司賞識，任旗下註冊公司「American Life Insurance Company」的董事。其後更晉身總公司的管理階層，自1996年起擔任美國國際集團董事。
踏入2000年代往後，謝仕榮由2000年至2009年6月改任香港友邦的董事局主席暨首席執行官，但於2009年6月退任美國國際集團董事（2002年兼任聯席營運總裁）及全球人壽保險業務高級副主席。同年先在7月繼續擔任香港友邦的名譽主席（至2010年12月），再在9月27日調任獨立非執行董事。2011年11月才背上獨立非執行主席名銜。另一方面，謝仕榮亦同時擔任 AIA Philam Life（菲美人壽及產物保險公司，即現時的 AIA Philippines，2005年至2015年）與南山人壽保險的董事長（至2011年為止）。基於行政長官李家超成立特首政策組，以收集專才的意見。謝仕榮於2023年起被委任為轄下特首顧問團，在區域與環球協作方面的團員。2025年6月6日，友邦保險發出官方新聞稿，宣佈謝仕榮將於9月30日退任獨立非執行主席及獨立非執行董事，由前任首席執行官杜嘉祺於10月1日重返友邦接任。友邦董事會為表揚其任內貢獻，一致決定授予他榮譽主席的身份。
經歷超過半個世紀，謝仕榮是香港友邦保險歷年來唯一一位仍然在職，並且見證灣仔司徒拔道1號第一代友邦大廈於1969年落成遷入，到2024年大廈重建工程竣工啟用的員工。而他一直不離開友邦的原因在於他在工作上獲得很大的滿足感。此外，雖然他已退下火線，他依然被視為香港友邦的董事會要員。謝仕榮現在活躍於慈善活動，以友邦保險基金會、香港大學謝仕榮衞碧堅基金兩個董事 / 主席角色推動社區、教育、醫療等多個慈善項目。

### 參與政治
1998年，謝仕榮首次代表保險業界角逐選舉委員會界別分組選舉，結果成功佔一席位。2000年再度競逐同一界別議席，最終當選。直到參加2006年香港選舉委員會界別分組選舉時，他僅以兩票之差 ─ 50票對曾慶璘所得的48票 ─ 奪得委員席位。不過他在2011年12月之後沒有再參加換屆選舉。

### 其他身份
謝仕榮多年來促進香港保險業走向制度化。在香港金融、經濟、保險等行業同步蓬勃起來之時，其重要性受到政府關注。港督從1989年起委任他為保險業諮詢委員會委員。而在教育界層面上，謝仕榮在1999年協助香港大學成立數學研究所，亦邀得史帶基金會捐出600萬元支持數學系開設講座教授教席。他自己應邀任統計及精算學系理學士（精算學）課程榮譽顧問小組成員兼名譽教授。現時是香港浸會大學基金榮譽會董。
除此之外，身為香港工商專業聯會顧問的他，在商界方面出任了數家企業的董事，包括亞證地產有限公司（獨立非執行董事，1994年至1995年）、惠記集團（獨立非執行董事，1996年至2001年）、電訊盈科（2009年至2011年為獨立非執行董事，2011年至今為非執行董事）、柏瑞投資亞洲有限公司（非執行董事，2012年至2014年）、中國人民保險集團（非執行董事，2004年至2014年）以及 Bridge Holdings Company Limited（董事，至今）。還有，他曾任策略發展委員會委員（2007年至2009年）、世界健康基金會亞洲顧問局董事、復旦大學校董以及亞太經濟協會香港區委員會理事。從文化層面而言則是中美交流基金會理事。

### 所獲榮譽
1997年，謝仕榮獲中華民國全國商業總會頒發「金商獎」優良商人獎。1998年獲其母校香港大學頒授名譽大學院士銜頭。2002年再獲香港大學頒授社會科學名譽博士學位。此前，有鑑他對香港保險業發展的重大貢獻，他於2001年獲香港特別行政區政府頒授金紫荊星章。至2003年成為首位華人獲選為全球保險界最高榮譽「全球保險名人堂」成員。謝仕榮自從躋身美國國際集團高級管理層之後，在中西方的保險界別均具一定知名度。於是被視為全球最大的保險會議之一的太平洋保險會議，在2017年向他頒發終身成就獎。使他成為得到此項殊榮的第一人。然後他陸續獲數個機構組織給予成就肯定，當中計有2018年獲嶺南大學頒授榮譽工商管理學博士學位，2019年獲香港金融管理局授予院士榮銜，同時任學院之會員事務委員會會員。2024年獲香港恒生大學頒授榮譽社會科學博士學位。

## 個人生活
謝仕榮已婚，婚後與妻子衞碧堅育有兩名女兒。其中大女兒謝貫珩為保險、商業以及金融界別名人。